# Костюченко Артур Іванович
Арту́р Іва́нович Костюче́нко (13 січня 1977-14 лютого 2015) — український військовик, учасник російсько-української війни , підполковник Збройних сил України.

## Короткий життєпис
Народився 13 січня 1977 року в селі Мезенівка Краснопільського району Сумської області. У 1992 році закінчив 8 класів Мезенівської середньої школи (нині - навчально-виховний комплекс), у 1994 році - середню школу села Славгород Краснопільського району.
Після закінчення школи закінчив Сумське артилерійське училище, академію Збройних Сил України.
Командир батальйону, 1-а окрема танкова бригада.
14 лютого 2015-го загинув внаслідок підриву на фугасі — колона входила в село Петрівське. Водій бойової машини солдат Юрій Скляр загинув на місці, командира батальйону з важкими пораненнями доправили до шпиталю, врятувати життя не вдалося.
Вдома залишилися батько, дружина Наталія, дві доньки — 18-річна Анастасія та 9-річна Ганна. Похований в Мезенівці.

## Нагороди та вшанування
За особисту мужність і героїзм, виявлені у захисті державного суверенітету та територіальної цілісності України, вірність військовій присязі під час російсько-української війни
- нагороджений орденом Богдана Хмельницького ІІІ ступеня (4.6.2015, посмертно).
- у вересні 2015-го в Мезенівці відкрито меморіальну дошку на його честь[3].
- Рішенням Мезенівської сільської ради вулицю Першотравневу села Мезенівка було перейменовано на вулицю Артура Костюченка[1].